# Enhydrosoma propinquum
Enhydrosoma propinquum är en kräftdjursart som först beskrevs av Brady 1880.  Enhydrosoma propinquum ingår i släktet Enhydrosoma och familjen Cletodidae. Arten är reproducerande i Sverige. Inga underarter finns listade i Catalogue of Life.